# Friedrich von Eisenhart

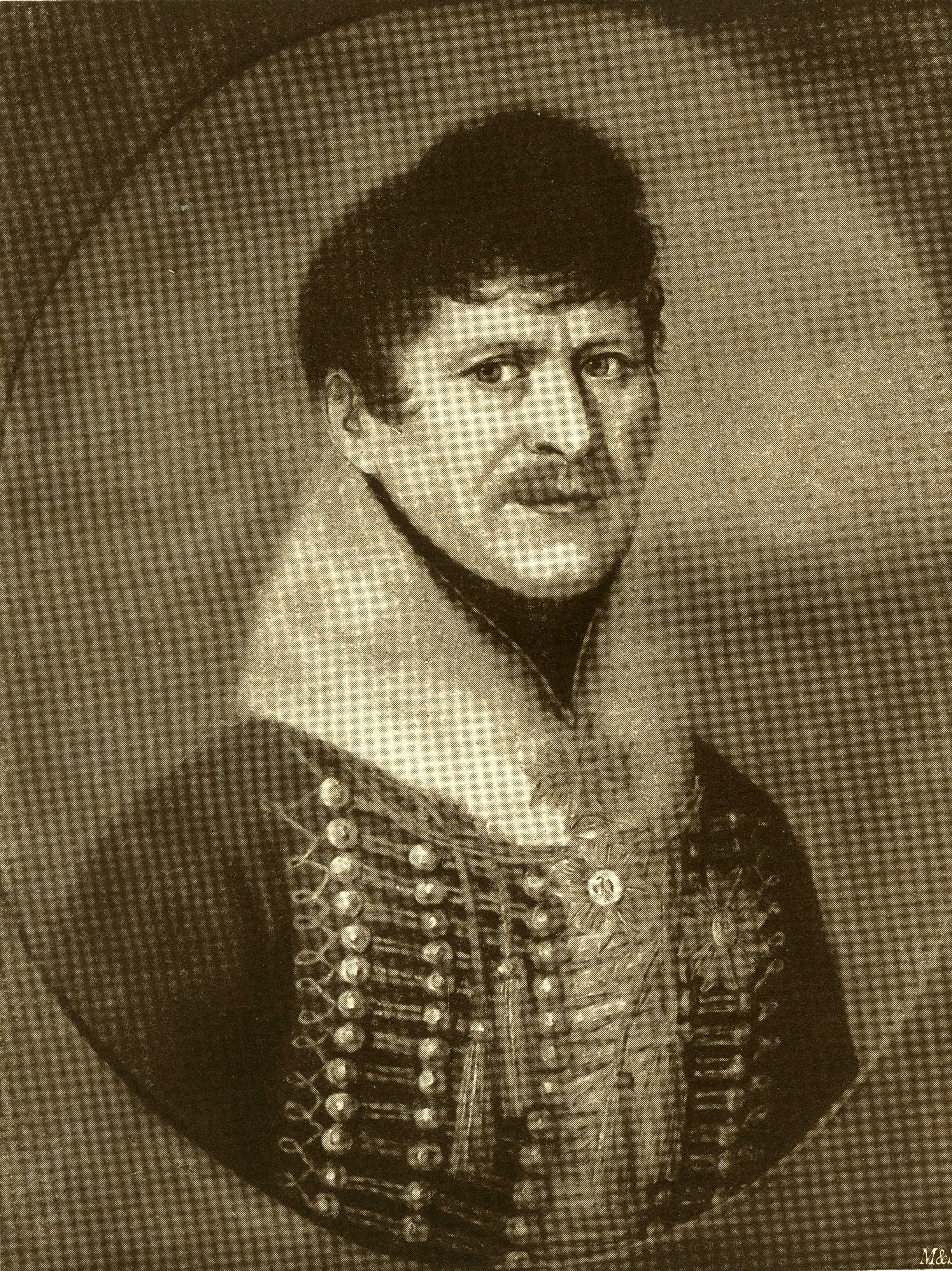
Friedrich von Eisenhart als Rittmeister (nach einem zeitgenössischen Pastell vor 1812)

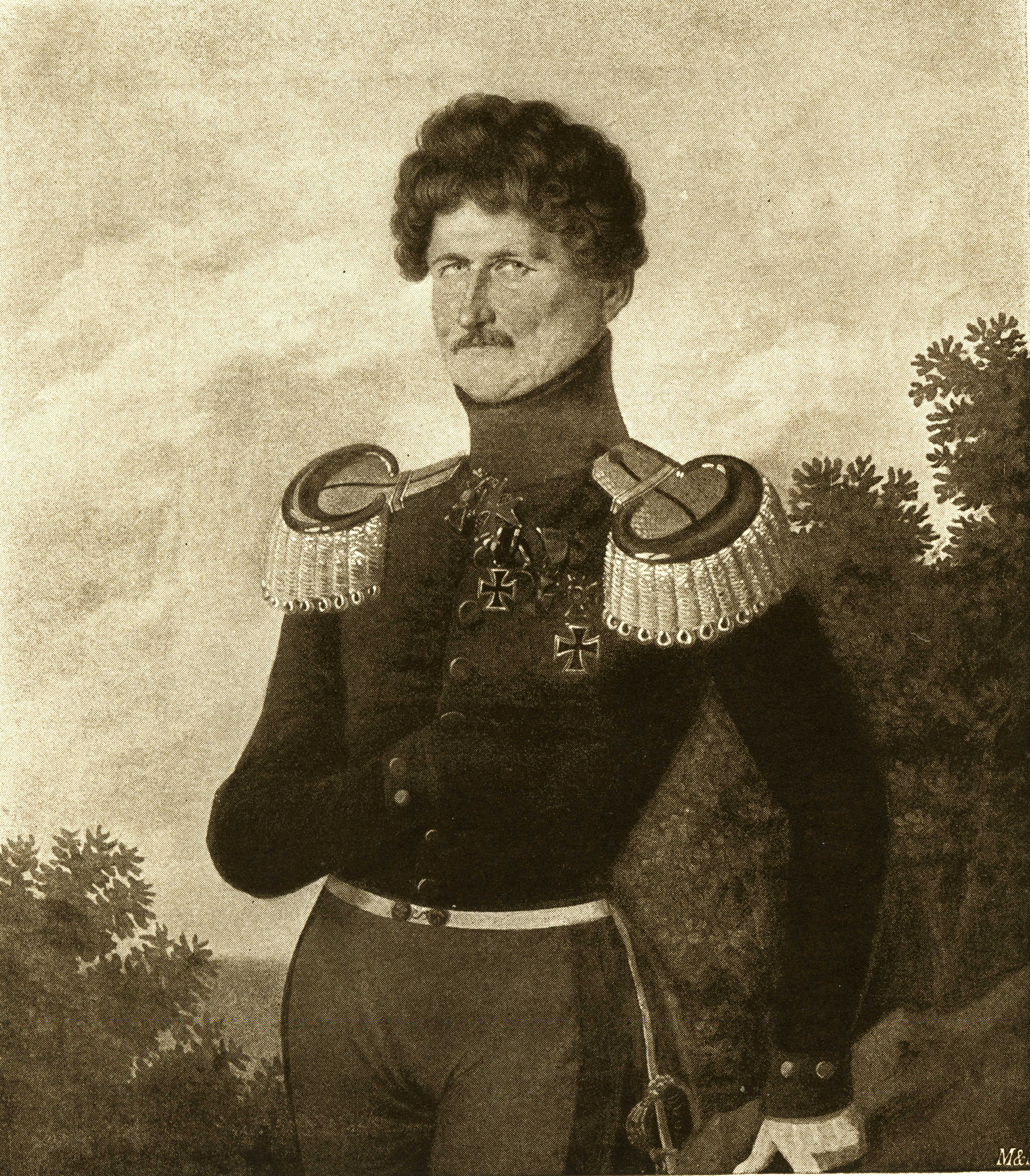
Friedrich von Eisenhart als Generalmajor (nach einem zeitgenössischen Ölgemälde vor 1839)

Johann Friedrich von Eisenhart (* 23. Oktober 1769 in Berlin; † 25. August 1839 Ebenda) war preußischer Generalmajor und zuletzt Kommandeur des 4. Ulanen-Regiments. Am 18. Februar 1835 erhielten er und seine drei Söhne die Genehmigung zur Namensvereinigung Eisenhart-Rothe.

## Leben

### Herkunft
Seine Eltern waren Johann Friedrich von Eisenhart (* 25. Januar 1733; † 19. Juli 1804) und dessen Ehefrau Johanna Dorothea de Witt (* 5. August 1741; † 16. August 1822). Sein Vater war preußischer Kriegsrat, Rendant der General-Artillerie-Kasse sowie Herr auf Bernsdorf im Kreis Regenwalde, Polizeidirektor und Stadtpräsident der Stadt Berlin.

### Militärischer Werdegang
Er besuchte zunächst das Joachimsthaler Gymnasium und dann die Schule zu Kloster Berge. Am 17. Juli 1787 immatrikulierte er sich auf der Universität Halle, wo er Medizin studierte. Aber er wollte lieber zum Militär und bereits am 1. Mai 1788 wurde er Junker im Husaren-Regiment Nr. 3. Dort wurde er am 12. Februar 1790 Kornett und am 12. November 1792 Seconde-Lieutenant. Während des Ersten Koalitionskrieges kämpfte er in der Schlacht bei Kaiserslautern sowie in den Gefechten bei St. Menehould, Gundersheim und Albersweiler. Am 8. April 1793 erhielt er als Anerkennung seiner Tapferkeit eine Expektanz auf eine Stelle als Domherr in Magdeburg.
Nach dem Krieg erhielt er am 7. Juli 1803 die Beförderung zum Premier-Lieutenant des Husaren-Regiments. Im Vierten Koalitionskrieg kämpfte er in den Gefechten bei Coburg, Waren, Schwerin, Ratzeburg und Lübeck. Am 6. Mai 1807 kam er als Stabsrittmeister in den Stab des Generalleutnants Gebhard Leberecht von Blücher. Am 11. Mai 1807 erhielt er den Orden Pour le Mérite. Am 20. Oktober 1808 wurde er dann wirklicher Rittmeister. Er wurde am 20. März 1809 dem 1. Brandenburgischen Husaren-Regiment aggregiert und zudem am 12. Juli 1809 Eskadronschef. Am 19. März 1812 wurde er Major, aber bereits am 16. Oktober 1812 wurde er zur Gendarmerie versetzt.
Wenig später, am 27. Oktober 1812, wurde er zum Kreisbrigadier der Gendarmerie in Posen ernannt. Im Vorfeld der Befreiungskriege wurde er am 6. Mai 1813 zum Brigadier der neumärkischen Landwehr ernannt. Während des Krieges kämpfte er im Gefecht bei Jähnsdorf. Bei Blankenfelde erwarb er das Eiserne Kreuz 2. Klasse und wurde für die Schlacht bei Dennewitz belobigt. Er war bei den Belagerungen von Torgau, Wittenberg und Magdeburg, dafür erhielt er den russischen St.-Annen-Orden 2. Klasse und den Wladimir-Orden 4. Klasse. Für den Sturm auf Wittenberg erhielt er dann auch noch das Eiserne Kreuz 1. Klasse. Am 4. November 1814 wurde er zum Brigadier der Kavallerie der 2. Kurmärkischen Landwehrdivision ernannt, am 6. August 1815 kam er als Brigadier zur Posener Landwehr, aber bereits am 25. August 1815 wurde er zum Kommandeur des 4. Ulanenregiments ernannt. Er stieg am 3. Oktober 1815 zum Oberstleutnant auf und am 30. März 1819 zum Oberst mit Patent vom 8. April 1819. Am 18. Juli 1825 bekam er das preußische Dienstkreuz. Am 27. Mai 1831 erhielt er seinen Abschied als Generalmajor mit einer Pension von 1750 Talern. Dazu erhielt er am 4. Februar 1832 die Erlaubnis, die Generaluniform, allerdings ohne aktive Dienstzeichen, zu tragen. Er starb am 25. August 1839 in Berlin. Am 27. August 1839 wurde er nach Lietzow im Kreis Regenwalde überführt und dort beigesetzt.

### Familie
Er heiratete am 31. Juli 1808 in Treptow an der Rega Beate Charlotte Helene von Rothe (* 28. Mai 1788; † 18. August 1846), eine Tochter des Majors und Herren auf Neuenhagen Adolf Gotthilf von Rothe und der Sophie Philippine Charlotte Ulrike von Miltitz. Das Paar hatte mehrere Kinder:
- Marie Charlotte Karoline Helene (* 10. Dezember 1809; † 13. Dezember 1813)
- Friedrich Adolf (* 10. Februar 1811; † 6. April 1814), Pate war General Blücher
- Ferdinand Friedrich Ludwig (* 27. Juni 1815; † 9. April 1880), Rittmeister, Landschaftsdirektor, Herr auf Lietzow ⚭ 1842 Emilie von Loeper (* 4. April 1824; † 1917), Eltern u. a. von Georg von Eisenhart-Rothe und Hans von Eisenhart-Rothe
- Johann Karl Friedrich (* 30. Juli 1818)
- Friedrich Rudolf (* 30. Juli 1819; † 24. November 1880), preußischer Justizrat ⚭ 24. September 1850 Johann Ulrike Ida von Loeper (* 2. Januar 1830; † 24. Dezember 1914), Eltern von: Gustav von Eisenhart-Rothe, General Artur von Eisenhart-Rothe (1858–1939) und Ernst von Eisenhart-Rothe
- Hans Friedrich Philipp Viktor Sigismund (* 16. Januar 1822; † 24. November 1886), Rittmeister Ehrenritter des Johanniter-Ordens ⚭ 2. April 1850 Gräfin Helene von Waldersee (* 1. Juni 1830; † 25. Juni 1869)
- Philippine Johanna Helene (* 28. Juni 1826; † 6. Januar 1896) ⚭ Johann Georg von Loeper (* 22. Juli 1819; † 13. Juni 1900), Herr auf Strahmehl und Loepersdorf, Landrat, Parlamentarier